# Sathonay-Camp
Sathonay-Camp és un municipi francès, situat a la metròpoli de Lió i a la regió de Alvèrnia - Roine-Alps. L'any 2007 tenia 4.167 habitants.

## Demografia

### Població
El 2007 la població de fet de Sathonay-Camp era de 4.167 persones. Hi havia 1.756 famílies de les quals 636 eren unipersonals (276 homes vivint sols i 360 dones vivint soles), 414 parelles sense fills, 525 parelles amb fills i 181 famílies monoparentals amb fills.
La població ha evolucionat segons el següent gràfic:
Habitants censats

### Habitatges
El 2007 hi havia 1.891 habitatges, 1.820 eren l'habitatge principal de la família, 5 eren segones residències i 66 estaven desocupats. 429 eren cases i 1.454 eren apartaments. Dels 1.820 habitatges principals, 818 estaven ocupats pels seus propietaris, 972 estaven llogats i ocupats pels llogaters i 29 estaven cedits a títol gratuït; 41 tenien una cambra, 194 en tenien dues, 549 en tenien tres, 585 en tenien quatre i 451 en tenien cinc o més. 1.203 habitatges disposaven pel capbaix d'una plaça de pàrquing. A 942 habitatges hi havia un automòbil i a 590 n'hi havia dos o més.

### Piràmide de població
La piràmide de població per edats i sexe el 2009 era:
| Homes | Edats   | Dones |
| ----- | ------- | ----- |
| 0     | 95 o +  | 0     |
| 8     | 90 a 94 | 16    |
| 12    | 85 a 89 | 24    |
| 20    | 80 a 84 | 56    |
| 72    | 75 a 79 | 96    |
| 68    | 70 a 74 | 84    |
| 84    | 65 a 69 | 92    |
| 64    | 60 a 64 | 84    |
| 92    | 55 a 59 | 96    |
| 128   | 50 a 54 | 124   |
| 132   | 45 a 49 | 152   |
| 156   | 40 a 44 | 156   |
| 192   | 35 a 39 | 216   |
| 172   | 30 a 34 | 184   |
| 180   | 25 a 29 | 160   |
| 144   | 20 a 24 | 112   |
| 160   | 15 a 19 | 137   |
| 140   | 10 a 14 | 140   |
| 164   | 5 a 9   | 148   |
| 160   | 0 a 4   | 108   |

## Economia
El 2007 la població en edat de treballar era de 2.744 persones, 2.100 eren actives i 644 eren inactives. De les 2.100 persones actives 1.907 estaven ocupades (984 homes i 923 dones) i 193 estaven aturades (87 homes i 106 dones). De les 644 persones inactives 176 estaven jubilades, 271 estaven estudiant i 197 estaven classificades com a «altres inactius».

### Ingressos
El 2009 a Sathonay-Camp hi havia 1.775 unitats fiscals que integraven 4.075 persones, la mediana anual d'ingressos fiscals per persona era de 19.339 €.

### Activitats econòmiques
Dels 170 establiments que hi havia el 2007, 3 eren d'empreses alimentàries, 1 d'una empresa de fabricació de material elèctric, 3 d'empreses de fabricació d'altres productes industrials, 24 d'empreses de construcció, 35 d'empreses de comerç i reparació d'automòbils, 4 d'empreses de transport, 13 d'empreses d'hostatgeria i restauració, 3 d'empreses d'informació i comunicació, 8 d'empreses financeres, 9 d'empreses immobiliàries, 17 d'empreses de serveis, 34 d'entitats de l'administració pública i 16 d'empreses classificades com a «altres activitats de serveis».
Dels 49 establiments de servei als particulars que hi havia el 2009, 1 era una gendarmeria, 1 oficina de correu, 2 oficines bancàries, 4 tallers de reparació d'automòbils i de material agrícola, 1 autoescola, 2 paletes, 6 guixaires pintors, 8 fusteries, 4 lampisteries, 3 electricistes, 5 perruqueries, 7 restaurants, 3 agències immobiliàries, 1 tintoreria i 1 saló de bellesa.
Dels 11 establiments comercials que hi havia el 2009, 1 era una gran superfície de material de bricolatge, 1 una botiga de menys de 120 m², 1 una fleca, 1 una carnisseria, 2 llibreries, 1 una botiga de roba, 1 una botiga d'electrodomèstics, 1 una botiga de mobles, 1 una perfumeria i 1 una floristeria.

## Equipaments sanitaris i escolars
Els 2 equipaments sanitaris que hi havia el 2009 eren farmàcies.
El 2009 hi havia 1 escola maternal i 1 escola elemental.

## Poblacions més properes
El següent diagrama mostra les poblacions més properes.